# Nephthea
Nephthea es un género de corales que pertenece a la familia Nephtheidae, orden Alcyonacea.
Están enmarcados en los corales blandos, así denominados porque, al contrario de los corales duros, no generan un esqueleto de carbonato cálcico, por lo que no son generadores de arrecife.  

## Especies
Son aceptadas las siguientes especies:
| - Nephthea aberrans. Verseveldt, 1968 - Nephthea acuticonica. Verseveldt, 1974 - Nephthea albida. (Holm, 1894) - Nephthea amentacea. Studer, 1894 - Nephthea armata. Thomson & Henderson, 1906 - Nephthea arvispiculosa. Thomson & Dean, 1931 - Nephthea bayeri. Verseveldt, 1966 - Nephthea berdfordi. Shann, 1912 - Nephthea brassica. Kükenthal, 1903 - Nephthea bumasta. Verseveldt, 1972 - Nephthea capnelliformis. (Thomson & Dean, 1931) - Nephthea cervispiculosa. (Thomson & Dean, 1931) - Nephthea chabrolii. Audoin, 1828 - Nephthea columnaris. Studer, 1895 - Nephthea compacta. Verseveldt, 1966 - Nephthea concinna. Kükenthal, 1905 - Nephthea corallina. Kükenthal, 1910 - Nephthea crassa. Kükenthal, 1903 - Nephthea cupressiformis. Kükenthal, 1903 - Nephthea debilis. Kükenthal, 1895 - Nephthea digitata. (Wright & Studer, 1889) - Nephthea elatensis. Verseveldt & Cohen, 1971 - Nephthea elongata. Kükenthal, 1895 - Nephthea erecta. Kükenthal, 1903 - Nephthea filamentosa. Verseveldt, 1973 | - Nephthea galbuloides. Verseveldt, 1973 - Nephthea globulosa. (May, 1899) - Nephthea gracillima. (Thomson & Dean, 1931) - Nephthea grisea. (Kükenthal, 1895) - Nephthea hirsuta. Tixier-Durivault, 1966 - Nephthea junipera. (Thomson & Dean, 1931) - Nephthea laevis. Audouin, 1828 - Nephthea lanternaria. Verseveldt, 1973 - Nephthea legiopolypa. Verseveldt & Alderslade, 1982 - Nephthea mollis. Macfadyan, 1936 - Nephthea nigra. (Kükenthal, 1895) - Nephthea pacifica. Kükenthal, 1903 - Nephthea pyramidalis. (Kükenthal, 1895) - Nephthea rubra. Kükenthal, 1910 - Nephthea setoensis. Utinomi, 1954 - Nephthea sibogae. (Thomson & Dean, 1931) - Nephthea simulata. Verseveldt, 1970 - Nephthea sphaerophora. Kükenthal, 1903 - Nephthea striata. Kükenthal, 1903 - Nephthea tenuis. (Kükenthal, 1896) - Nephthea thujaria. Kükenthal, 1903 - Nephthea tixierae. Verseveldt, 1968 - Nephthea tongaensis. Kükenthal, 1903 - Nephthea zanzibarensis. Thomson & Henderson, 1906 |

## Morfología
La colonia de pólipos tiene apariencia arbórea, partiendo de un pie en forma de tronco, que está anclado en su extremo a la roca o coral muerto. Este tronco está muy ramificado, con diversas bifurcaciones, que en sus extremos presentan pólipos no retraibles, a no ser que la totalidad de la colonia se vacie de agua. El color de la colonia coralina oscila entre el marrón, beige, gris, verde, morado o amarillo. En su epidermis se pueden apreciar claramente escleritos o espículas calcáreas, que se conforman para dar firmeza a la estructura arbórea de la colonia, en ausencia de esqueleto.
La colonia alcanza los 45 cm de altura.

## Hábitat y distribución
Habita en aguas enriquecias de nutrientes. Viven en pendientes del arrecife con corrientes moderadas y, mayoritariamente, en zonas protegidas. 
Se les encuentra en el océano Indo-Pacífico, incluyendo el mar Rojo, Fiyi, Tonga, islas Salomón y la Gran Barrera Australiana. Normalmente anclados en rocas y corales muertos o al sustrato.

## Alimentación
Los Nephthea contienen algas simbióticas (mutualistas:ambos organismos se benefician de la relación) llamadas zooxantelas. Las algas realizan la fotosíntesis produciendo oxígeno y azúcares, que son aprovechados por los corales, y se alimentan de los catabolitos del coral (especialmente fósforo y nitrógeno). No obstante, se alimentan tanto de los productos que generan estas algas (entre un 75 y un 90 %), como de las porciones de plancton, que capturan ayudados de sus minúsculos pólipos, y de materia orgánica disuelta en el agua.

## Reproducción
Asexual, por brotes y por esquejes; y sexual: desovando en la columna de agua. 

## Mantenimiento
Requiere iluminación moderada. Prefiere fluorescentes T5 a lámparas de metal, para lo que deberemos aclimatarlo progresivamente, so pena de "quemarlo". Debe tener corriente alterna, de fuerte a moderada.
Aunque es fotosintético, necesita microplancton 2 o 3 veces por semana.  
Se defiende de otros corales mediante la expulsión de toxinas químicas, por lo que conviene espaciarlo de otras especies. 